# Copa Libertadores 1991
Navigation
Édition précédente Édition suivante
La Copa Libertadores 1991 est la 32e édition de la Copa Libertadores. Le club vainqueur de la compétition est désigné champion d'Amérique du Sud 1991 et se qualifie pour la Coupe intercontinentale 1991 et la Copa Interamericana 1991.
C'est le club chilien de Colo-Colo qui remporte le trophée cette année, après avoir battu en finale le tenant du titre, Club Olimpia. Ce succès est historique puisque c'est le premier pour une formation chilienne. Olimpia atteint quant à lui la finale pour la troisième année consécutive. L'attaquant de Flamengo Roberto Gaúcho termine meilleur buteur de la compétition avec huit buts inscrits.
La compétition conserve le même format que l'année précédente. Les trois premiers de chaque poule du premier tour disputent la phase finale, jouée sous forme de rencontres à élimination directe, des huitièmes de finale jusqu'à la finale. En cas d'égalité de résultat, les clubs disputent une séance de tirs au but : il n'y a pas de match d'appui et la règle des buts marqués à l'extérieur n'est pas utilisée.

## Clubs engagés
- Club Olimpia - Tenant du titre
- Club Atlético River Plate - Champion d'Argentine 1989-1990
- Club Atlético Boca Juniors - Vainqueur du barrage pré-Libertadores 1989-1990
- Oriente Petrolero - Champion de Bolivie 1990
- Club Bolívar - Vice-champion de Bolivie 1990
- SC Corinthians - Champion du Brésil 1990
- CR Flamengo - Vainqueur de la Copa do Brasil 1990
- Club Social y Deportivo Colo-Colo - Champion du Chili 1990
- Club Deportes Concepción - Vainqueur de la Liguilla pré-Libertadores 1990
- Corporación Deportiva América Cali - Champion de Colombie 1990
- Corporación Deportiva Club Atlético Nacional - Vice-champion de Colombie 1990
- LDU Quito - Champion d'Équateur 1990
- Barcelona Sporting Club - Vice-champion d'Équateur 1990
- Cerro Porteño - Champion du Paraguay 1990
- Club Atlético Colegiales - Vainqueur du barrage pré-Libertadores 1991
- Club Universitario de Deportes - Champion du Pérou 1990
- Sport Boys Association - Vice-champion du Pérou 1990
- Club Nacional de Football - 1er de la Liguilla pré-Libertadores 1990
- Club Atlético Bella Vista - 2e de la Liguilla pré-Libertadores 1990
- Club Sport Marítimo de Venezuela - Champion du Venezuela 1989-1990
- Deportivo Táchira FC - Vice-champion du Venezuela 1989-1990

## Compétition

### Premier tour
| Rang | Équipe                     | Pts | J | G | N | P | Bp | Bc | Diff |  | Résultats (▼ dom., ► ext.) | Bol | Boc | Ori | RPl |
| ---- | -------------------------- | --- | - | - | - | - | -- | -- | ---- |  | -------------------------- | --- | --- | --- | --- |
| 1    | Club Bolívar               | 7   | 6 | 3 | 1 | 2 | 9  | 5  | +4   |  | Club Bolívar               |     | 2-0 | 2-0 | 4-1 |
| 2    | Club Atlético Boca Juniors | 6   | 6 | 2 | 2 | 2 | 6  | 6  | 0    |  | Club Atlético Boca Juniors | 0-0 |     | 0-0 | 4-3 |
| 3    | Oriente Petrolero          | 6   | 6 | 2 | 2 | 2 | 5  | 7  | -2   |  | Oriente Petrolero          | 2-1 | 1-0 |     | 1-1 |
| 4    | Club Atlético River Plate  | 5   | 6 | 2 | 1 | 3 | 10 | 12 | -2   |  | Club Atlético River Plate  | 2-0 | 0-2 | 3-1 |     |

| Rang | Équipe                   | Pts | J | G | N | P | Bp | Bc | Diff |  | Résultats (▼ dom., ► ext.) | Col | LDU | Con | Bar |
| ---- | ------------------------ | --- | - | - | - | - | -- | -- | ---- |  | -------------------------- | --- | --- | --- | --- |
| 1    | CSD Colo-Colo            | 9   | 6 | 3 | 3 | 0 | 10 | 3  | +7   |  | CSD Colo-Colo              |     | 3-0 | 2-0 | 3-1 |
| 2    | LDU Quito                | 6   | 6 | 2 | 2 | 2 | 5  | 6  | -1   |  | LDU Quito                  | 0-0 |     | 4-0 | 0-0 |
| 3    | Club Deportes Concepción | 6   | 6 | 2 | 2 | 2 | 6  | 8  | -2   |  | Club Deportes Concepción   | 0-0 | 3-0 |     | 1-0 |
| 4    | Barcelona Sporting Club  | 3   | 6 | 0 | 3 | 3 | 5  | 9  | -4   |  | Barcelona Sporting Club    | 2-2 | 0-1 | 2-2 |     |

| Rang | Équipe                    | Pts | J | G | N | P | Bp | Bc | Diff |  | Résultats (▼ dom., ► ext.) | Fla | Cor | Nac | BVi |
| ---- | ------------------------- | --- | - | - | - | - | -- | -- | ---- |  | -------------------------- | --- | --- | --- | --- |
| 1    | CR Flamengo               | 9   | 6 | 3 | 3 | 0 | 11 | 4  | +7   |  | CR Flamengo                |     | 1-1 | 4-0 | 1-1 |
| 2    | SC Corinthians            | 6   | 6 | 1 | 4 | 1 | 7  | 6  | +1   |  | SC Corinthians             | 0-2 |     | 0-0 | 4-1 |
| 3    | Club Nacional de Football | 6   | 6 | 2 | 2 | 2 | 7  | 6  | +1   |  | Club Nacional de Football  | 0-1 | 1-1 |     | 3-0 |
| 4    | Club Atlético Bella Vista | 3   | 6 | 0 | 3 | 3 | 5  | 14 | -9   |  | Club Atlético Bella Vista  | 2-2 | 1-1 | 0-3 |     |

| Rang | Équipe                         | Pts | J | G | N | P | Bp | Bc | Diff |  | Résultats (▼ dom., ► ext.)     | CPo | Col | Uni | Spo |
| ---- | ------------------------------ | --- | - | - | - | - | -- | -- | ---- |  | ------------------------------ | --- | --- | --- | --- |
| 1    | Cerro Porteño                  | 8   | 6 | 2 | 4 | 0 | 9  | 4  | +5   |  | Cerro Porteño                  |     | 1-1 | 0-0 | 3-0 |
| 2    | Club Atlético Colegiales       | 8   | 6 | 2 | 4 | 0 | 10 | 5  | +5   |  | Club Atlético Colegiales       | 1-1 |     | 2-0 | 4-1 |
| 3    | Club Universitario de Deportes | 5   | 6 | 1 | 3 | 2 | 4  | 6  | -2   |  | Club Universitario de Deportes | 1-1 | 0-0 |     | 1-3 |
| 4    | Sport Boys Association         | 3   | 6 | 1 | 1 | 4 | 7  | 15 | -8   |  | Sport Boys Association         | 1-3 | 2-2 | 0-2 |     |

| Rang | Équipe               | Pts | J | G | N | P | Bp | Bc | Diff |  | Résultats (▼ dom., ► ext.) | ACa | Nac | Tac | Mar |
| ---- | -------------------- | --- | - | - | - | - | -- | -- | ---- |  | -------------------------- | --- | --- | --- | --- |
| 1    | CD América Cali      | 11  | 6 | 5 | 1 | 0 | 10 | 3  | +7   |  | CD América Cali            |     | 1-0 | 3-2 | 2-0 |
| 2    | Atlético Nacional    | 6   | 6 | 2 | 2 | 2 | 7  | 7  | 0    |  | Atlético Nacional          | 0-2 |     | 0-0 | 2-2 |
| 3    | Deportivo Táchira FC | 5   | 6 | 1 | 3 | 2 | 6  | 7  | -1   |  | Deportivo Táchira FC       | 1-1 | 1-2 |     | 2-1 |
| 4    | CS Marítimo          | 2   | 6 | 0 | 2 | 4 | 4  | 10 | -6   |  | CS Marítimo                | 0-1 | 1-3 | 0-0 |     |

### Huitièmes de finale
Le tirage au sort est orienté afin que le tenant du titre, le Club Olimpia, rencontre l'une des deux autres formations paraguayennes encore en lice.
| Équipe 1                       | Résultat | Équipe 2                        | Aller | Retour |
| ------------------------------ | -------- | ------------------------------- | ----- | ------ |
| Club Nacional de Football      | 5 - 2    | Club Bolívar                    | 4 - 1 | 1 - 1  |
| Club Universitario de Deportes | 1 - 2    | Colo-Colo                       | 0 - 0 | 1 - 2  |
| Deportivo Táchira FC           | 2 - 8    | Clube de Regatas do Flamengo    | 2 - 3 | 0 - 5  |
| Club Atlético Boca Juniors     | 3 - 1    | Sport Club Corinthians Paulista | 3 - 1 | 1 - 1  |
| Club Deportes Concepción       | 3 - 6    | CD América Cali                 | 0 - 3 | 3 - 3  |
| LDU Quito                      | 2 - 4    | Atlético Nacional               | 2 - 2 | 0 - 2  |
| Club OlimpiaT                  | 3 - 2    | Club Atlético Colegiales        | 1 - 1 | 2 - 1  |
| Oriente Petrolero              | 1 - 3    | Cerro Porteño                   | 1 - 1 | 0 - 2  |

### Quarts de finale
Le tirage au sort est orienté afin que les clubs issus d'un même pays se rencontrent, pour éviter une finale entre deux formations d'une même fédération.
| Équipe 1                     | Résultat | Équipe 2                   | Aller | Retour |
| ---------------------------- | -------- | -------------------------- | ----- | ------ |
| Colo-Colo                    | 4 - 2    | Club Nacional de Football  | 4 - 0 | 0 - 2  |
| Clube de Regatas do Flamengo | 2 - 4    | Club Atlético Boca Juniors | 2 - 1 | 0 - 3  |
| CD América Cali              | 0 - 2    | Atlético Nacional          | 0 - 0 | 0 - 2  |
| Cerro Porteño                | 1 - 3    | Club Olimpia'T'            | 1 - 0 | 0 - 3  |

### Demi-finales
| Équipe 1                   | Résultat | Équipe 2        | Aller | Retour |
| -------------------------- | -------- | --------------- | ----- | ------ |
| Club Atlético Boca Juniors | 2 - 3    | Colo-Colo       | 1 - 0 | 1 - 3  |
| Atlético Nacional          | 0 - 1    | Club Olimpia'T' | 0 - 0 | 0 - 1  |

### Finale
| 29 mai 1991 | Club Olimpia | 0 - 0 | Club Social y Deportivo Colo-Colo | Estadio Defensores del Chaco, Asuncion                  |
|             |              |       |                                   | Spectateurs : 48 000 Arbitrage : Ernesto Filippi Cavani |

| 5 juin 1991 | Club Social y Deportivo Colo-Colo | 3 - 0 | Club Olimpia | Estadio Monumental David Arellano, Santiago          |                                                      |
|             | Pérez 13e, 15e · Herrera 84e      |       |              | Spectateurs : 66 000 Arbitrage : José Roberto Wright | Spectateurs : 66 000 Arbitrage : José Roberto Wright |

| Vainqueur de la Copa Libertadores 1991          |
| ----------------------------------------------- |
| Club Social y Deportivo Colo-Colo Premier titre |